# Le Centenaire ou les Deux Beringheld
Le Centenaire ou les Deux Beringheld est un des deux derniers romans de jeunesse d'Honoré de Balzac publiés sous le pseudonyme d'Horace de Saint-Aubin, « bachelier ès-lettres ». Il paraît en 1824, quinze jours après Le Vicaire des Ardennes.

## Histoire du roman
Le Centenaire est inspiré du Melmoth, l'homme errant de Charles Robert Maturin. Melmoth the wanderer, ce même roman qui allait inspirer à Balzac quelques années plus tard un roman fantastique : Melmoth réconcilié (1835).

## Contexte
Le père de Balzac, Bernard-François Balssa, était un adepte de la longévité, notamment parce qu'il faisait partie d'une tontine, dont il espérait bien devenir un jour l'unique bénéficiaire. Bernard-François ne doutait pas de vivre jusqu'à cent ans. Il se sentait fait en si bon métal ! Parce que dans sa composition entrait du Gaulois, du Roman et du Goth, il croyait avoir les attributs de ces trois races. Il marchait la tête haute, en conquérant, et répétait à l'envi : « Je suis beau comme un marbre et fort comme un arbre. » Sa fille Laure confirme cette disposition d'esprit : 

« Mon père […] avait une idée prédominante. Cette idée chez lui était la santé. Il s'arrangeait si bien l'existence qu'il voulait vivre le plus longtemps possible. Il avait calculé, d'après les années qu'il faut à l'homme pour arriver à “l'état parfait”, que sa vie devait aller à cent ans et plus. »

 Le jeune Balzac était imprégné de l'idée de longévité dont Balzac père parlait à longueur de journée. Il n'est donc pas étonnant qu'il fût tenté par le personnage d'un centenaire d'une force exceptionnelle toujours régénérée.

## Résumé
Le vieux Beringheld a fait un pacte avec le diable (selon l'exemple de Melmoth), il veut vivre plusieurs vies avec toutefois une condition : il lui faut vampiriser une jeune fille de temps en temps, pour que son sang retrouve sa jeunesse. Le vieillard acquiert ainsi une prodigieuse vigueur. « Des épisodes successifs, audacieusement enchevêtrés au mépris de toute chronologie » racontent les apparitions intermittentes de cet abominable vampire. Mais le général Tullius de Beringheld, dernier descendant de la famille, qui est fiancé à une jeune fille que le vieux Beringheld s'apprête à vampiriser, réussit à sauver la jeune fille.

## Postérité
Balzac a ici expérimenté sa technique du fantastique. On peut considérer l'ouvrage comme un brouillon d'une œuvre bien plus solide,  Melmoth réconcilié (1835), publiée actuellement sous plusieurs formes, dont une en poche avec La Maison Nucingen. L'ouvrage est également numérisé, on le trouve en ligne sous différences formes.

## Rééditions du texte
- Honoré de Balzac, Premiers romans, 1822-1825, Robert Laffont, coll. « Bouquins », 2 vol., Paris, 1999  (ISBN 2-221-09045-4). Le volume 2 contient : La Dernière Fée ou la Lampe merveilleuse, Le Vicaire des Ardennes, Annette et le Criminel, Wann-Chlore. Le volume 1 contient : L'Héritière de Birague, Jean-Louis ou La fille trouvée, Clotilde de Lusignan. Édition établie par André Lorant.
- Balzac, œuvres diverses, Pierre-Georges Castex (dir.), avec Roland Chollet, René Guise et Nicole Mozet, Paris, Bibliothèque de la Pléiade, 1990, t. I  (ISBN 2-07-010664-0).